# Brenz an der Brenz
Brenz an der Brenz là một ngôi làng nằm ở thị xã Sontheim, thuộc huyện Heidenheim, bang Baden-Württemberg của Đức. Đây từng là một ngôi làng độc lập cho đến khi sát nhập vào Sontheim.